# Liverpool
Liverpool [ˈlɪvəpuːl] ist eine Stadt mit rund 500.000 Einwohnern im Nordwesten Englands im Vereinigten Königreich mit dem Status eines Metropolitan Borough und einer City. Die Agglomeration Liverpool Urban Area hat rund 860.000 Einwohner. Das stark irisch geprägte Liverpool liegt an der Mündung des Flusses Mersey in die Irische See und hat den zweitgrößten Exporthafen Großbritanniens.
Der historische Teil der Hafenstadt war von 2004 bis 2021 Weltkulturerbe. 2008 war Liverpool – zusammen mit dem norwegischen Stavanger – Europäische Kulturhauptstadt. Bekannt ist die Stadt auch durch die traditionsreichen Fußballvereine FC Liverpool und FC Everton sowie durch ihre kreative Musikszene, der unter anderem einst die Band The Beatles entsprang.
Die Einwohner Liverpools werden offiziell Liverpudlians genannt. Daneben existiert aber auch die umgangssprachliche Bezeichnung Scousers, nach dem in Liverpool gesprochenen Dialekt Scouse, dessen Name sich wiederum von der lokalen Eintopfspezialität Scouse herleitet.

## Geografie

### Lage
Liverpool liegt an der Mündung des Mersey in die Irische See und damit rund 280 Kilometer nordwestlich von London entfernt. Im Norden grenzt es an Bootle und Aintree (Metropolitan Borough Sefton) und im Osten an Kirkby, Huyton, Prescot sowie Halewood (Metropolitan Borough of Knowsley). Auf der gegenüberliegenden Seite des Mersey, im Westen, liegen die Städte Birkenhead und Wallasey (Metropolitan Borough Wirral). Der Großraum Liverpool wird Merseyside genannt. Er liegt in unmittelbarer Nähe zu Greater Manchester, dem Großraum der Stadt Manchester.

### Klima
Liverpool hat ein gemäßigtes maritimes Klima mit kühlen Sommer- und milden Wintermonaten. Die Anzahl der Regentage beträgt im Schnitt 181 Tage pro Jahr im Vergleich zum britischen Durchschnittswert von 154,4 Regentagen. Schneefälle sind mit einem Durchschnitt von 22 Tagen im Jahr relativ selten.
|                       | Jan  | Feb  | Mär  | Apr  | Mai  | Jun  | Jul  | Aug  | Sep  | Okt  | Nov  | Dez  |   |       |
| Mittl. Tagesmax. (°C) | 7,2  | 7,3  | 9,4  | 12,2 | 15,6 | 17,9 | 19,7 | 19,4 | 17,3 | 13,9 | 10,2 | 7,5  | ⌀ | 13,2  |
| Mittl. Tagesmin. (°C) | 2,4  | 2,1  | 3,8  | 5,1  | 7,9  | 11,1 | 13,3 | 13,2 | 11,0 | 8,2  | 5,2  | 2,5  | ⌀ | 7,2   |
|                       |      |      |      |      |      |      |      |      |      |      |      |      |   |       |
| Niederschlag (mm)     | 74,9 | 54,4 | 63,6 | 54,3 | 54,9 | 66,2 | 59,0 | 68,9 | 71,7 | 97,3 | 82,6 | 88,8 | Σ | 836,6 |
|                       |      |      |      |      |      |      |      |      |      |      |      |      |   |       |
| Regentage (d)         | 13,8 | 10,7 | 12,5 | 10,4 | 10,6 | 10,5 | 10,1 | 11,2 | 11,5 | 14,8 | 14,6 | 13,9 | Σ | 144,6 |

| 2,4 |

| 2,1 |

| 3,8 |

| 5,1 |

| 7,9 |

| 11,1 |

| 13,3 |

| 13,2 |

| 11,0 |

| 8,2 |

| 5,2 |

| 2,5 |

| 2,4 |

| 2,1 |

| 3,8 |

| 5,1 |

| 7,9 |

| 11,1 |

| 13,3 |

| 13,2 |

| 11,0 |

| 8,2 |

| 5,2 |

| 2,5 |

## Stadtgliederung
Bekannte Stadtteile von Liverpool sind neben dem Stadtzentrum unter anderem Anfield, Chinatown, Edge Hill, Everton, Garston, Kirkdale, Mossley Hill, Speke, Toxteth, Walton, Wavertree, West Derby und Woolton.
Die Stadt ist seit 2003 in 30 Kommunalwahlbezirke (Wards) eingeteilt:
| 1. Allerton & Hunts Cross 2. Anfield 3. Belle Vale 4. Central 5. Childwall 6. Church 7. Clubmoor 8. County 9. Cressington 10. Croxteth 11. Everton 12. Fazakerley 13. Greenbank 14. Kensington & Fairfield 15. Kirkdale | 1. Knotty Ash 2. Mossley Hill 3. Norris Green 4. Old Swan 5. Picton 6. Princes Park 7. Riverside 8. Speke-Garston 9. St Michael’s 10. Tuebrook & Stooneycrooft 11. Warbreck 12. Wavertree 13. West Derby 14. Woolton 15. Yew Tree | Die Wards von Liverpool |

## Geschichte

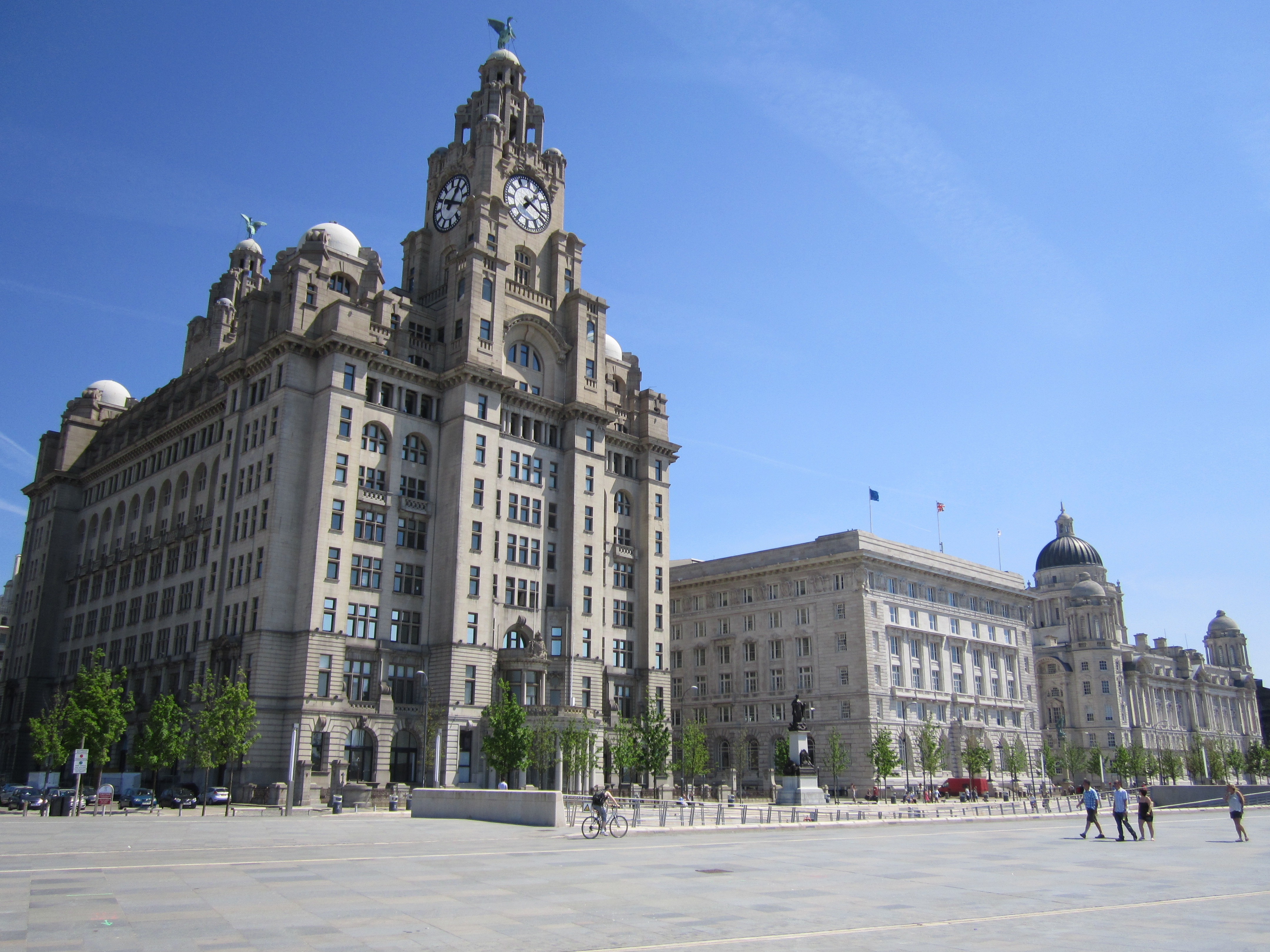
„The Three Graces“ in Liverpool: Royal Liver Building, Cunard Building und Port of Liverpool Building

Um 1190 war der Ort als „Liuerpul“ bekannt, was etwa „schlammiger Pfuhl“ oder „schlammige Bucht“ bedeutet. Die Ursprünge von Liverpool gehen auf das Jahr 1207 zurück, als die Siedlung zum Marktflecken und Hafen erklärt wurde. Ursprünglich diente die Stadt als Stützpunkt für Truppen, die in Irland eingesetzt wurden. Das Schloss Liverpool wurde um 1230 gebaut, 1726 jedoch wieder abgerissen. Vier Jahrhunderte lang war Liverpool relativ unbedeutend.
Um die Mitte des 16. Jahrhunderts betrug die Einwohnerzahl nur etwa 500, und die Gegend war bis etwa 1650 weit unbedeutender als Chester weiter südlich. 1571 baten die Einwohner Königin Elisabeth I. um Steuersenkungen und bezeichneten ihre Stadt in der Bittschrift als „Liverpool, die arme, heruntergekommene Stadt Ihrer Majestät“.
Bis zum Ende des 17. Jahrhunderts wuchs die Stadt kaum und es ereignete sich wenig. Ausnahme war 1644 eine achtzehntägige Belagerung durch die Truppen von Ruprecht von der Pfalz, Herzog von Cumberland während des Englischen Bürgerkrieges.
1698 erteilte das Unterhaus den Bürgern das Recht, eine neue Kirche zu bauen. Danach begann der Aufstieg Liverpools zu einer der wichtigsten Städte des Landes. Durch den zunehmenden Handel mit den Westindischen Inseln begann die Stadt zu wachsen. Große Profite aus dem Sklavenhandel trugen zum Wachstum und zum Wohlstand bei. Als 1787 in Großbritannien die Bewegung zur Abschaffung des Sklavenhandels begann, galt der Sklavenmarkt in Liverpool als der größte weltweit.
 In Liverpool entstand die erste karibische Gemeinde Englands.
Zu Beginn des 19. Jahrhunderts wurde 40 Prozent des Welthandels über den Hafen von Liverpool abgewickelt. In den Jahren 1830 bis 1930 nahmen etwa neun Millionen (von 40 Millionen) Europäer ein in Liverpool startendes Auswandererschiff in ein Land der „neuen Welt“, die meisten in die USA, Australien oder Neuseeland.
Große Mengen Stahl und Textilien, in Städten wie Manchester, Sheffield oder Leeds produziert, wurden von Liverpool aus exportiert, insbesondere in die Länder des Commonwealth. 1829 baute George Stephenson die erste Eisenbahn von Liverpool nach Manchester. 1850 wurde Liverpool Bischofssitz und 1880 erhielt Liverpool das Stadtrecht. Unter der Federführung des Schiffseigners Sir Alfred Lewis Jones wurde 1898 die heute der Universität angeschlossene Liverpool School of Tropical Medicine gegründet. 1911 wurde Liverpool zum Erzbistum erhoben.
In der ersten Hälfte des 20. Jahrhunderts hielt das Wachstum an und die Stadt war ein Anziehungspunkt für Einwanderer aus ganz Europa, vor allem aus Irland. 1930 hatte die Stadt 850.000 Einwohner. Im Zweiten Weltkrieg wurde Liverpool in der Luftschlacht um England 1940/41 bei den Luftangriffen auf Liverpool von deutschen Bomberverbänden angegriffen und erheblich beschädigt. Eine zerbombte Kirche wurde als Mahnmal nicht wieder aufgebaut. 2.500 Einwohner wurden getötet und 11.000 verletzt. Die Stadt war von 1939 bis 1945 Endpunkt der wichtigen transatlantischen SC- und HX-Geleitzüge.

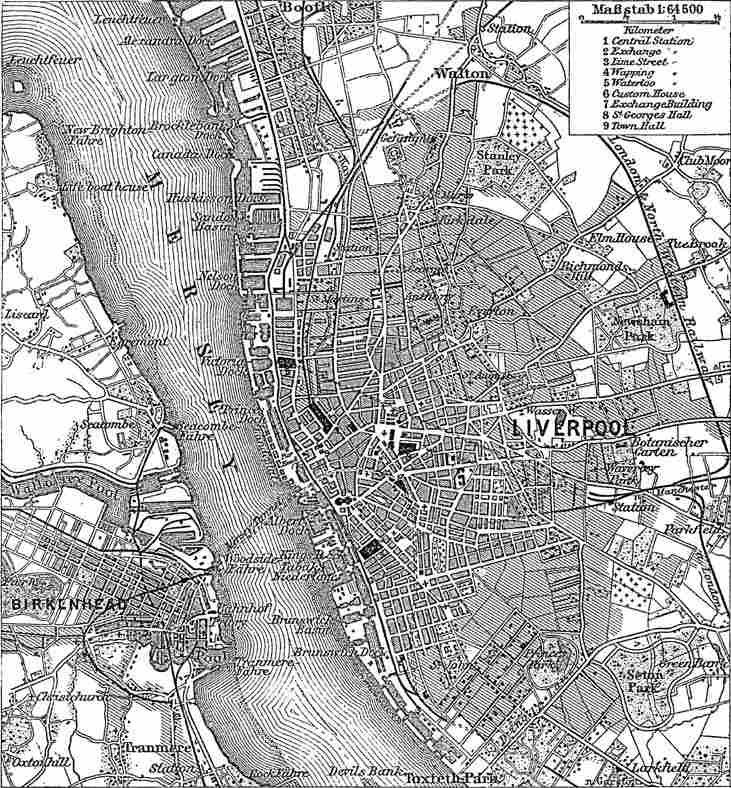
Historische Karte (um 1888)

Nach dem Zweiten Weltkrieg folgte ein großes Wiederaufbauprogramm mit zahlreichen neuen Wohnquartieren. In den 1950er Jahren nahm die Bedeutung Liverpools als Hafen- und Industriestandort kontinuierlich ab. 1972 eröffnete Seaforth Dock, das damals bedeutendste Hafenprojekt Großbritanniens. Bis 1985 sank die Einwohnerzahl auf 460.000.
Historisch gehörte Liverpool zur traditionellen Grafschaft Lancashire, bis es 1888 zu einer „county borough“ (ähnlich einer kreisfreien Stadt) wurde. 1974 wurde Liverpool eine Metropolitan Borough innerhalb von Merseyside, einem neu geschaffenen Metropolitan County.
Der bis heute im Stadtbild sichtbare wirtschaftliche Niedergang in den 1970er und 80er Jahren gilt als ein Grund für die mehrtägigen schweren Ausschreitungen 1981 in Toxteth. Dieser Stadtteil im Südosten von Liverpool war geprägt von viktorianischen Arbeiterwohnsiedlungen, Sozialwohnungen und einem hohen Migrantenanteil. Nationale Beachtung fand 1984 bis 1987 die Auseinandersetzung zwischen der Tory-Regierung unter Margaret Thatcher und dem Stadtrat von Liverpool, in dem trotzkistisch eingestellte Teile der Labour Party („Militant Tendency“) die Mehrheit hatten. Es kam zu mehreren großen Demonstrationen und Streiks. Der Konflikt endete 1987 mit der Amtsenthebung des Stadtrates durch staatliche Rechnungsprüfer.
Seit den 1990er Jahren ist die Wirtschaft Liverpools gewachsen.   Besonders in den Bereichen Dienstleistungen und Tourismus entstanden zahlreiche Arbeitsplätze.
Im Jahr 2008 war Liverpool Europäische Kulturhauptstadt. In den „Kings Docks“ wurde im Frühjahr 2008 die Multifunktionshalle Echo Arena Liverpool mit 10.000 Sitzplätzen eröffnet.
In den Mersey Docks wurde das Museum of Liverpool errichtet; es ersetzt seit 2011 das alte Museum of Liverpool Life.
Liverpool war ein Hotspot der COVID-19-Pandemie im Vereinigten Königreich.

## Politik
- Labour: 70
- Greens: 4
- Sonst.: 1
- LibDem: 12
- Liberal: 3

Im Mai 2012 wurde Joe Anderson von der Labour Party zum ersten Bürgermeister von Liverpool gewählt. Dieses Amt war zuvor durch einen Beschluss des Stadtrates eingerichtet worden. 2016 wurde Anderson für eine weitere Amtszeit gewählt.
Der Stadtrat war lange Zeit von den Liberaldemokraten kontrolliert, bis im Jahre 2010 Labour als stärkste Kraft hervorging. Letztere konnte ihre Sitze im Stadtparlament weiter ausbauen. Zurzeit (Stand 2021) hat Labour 70 von 90 Sitzen inne. Es sitzt kein Konservativer im Stadtrat.

## Kultur und Sehenswürdigkeiten

### Bauwerke

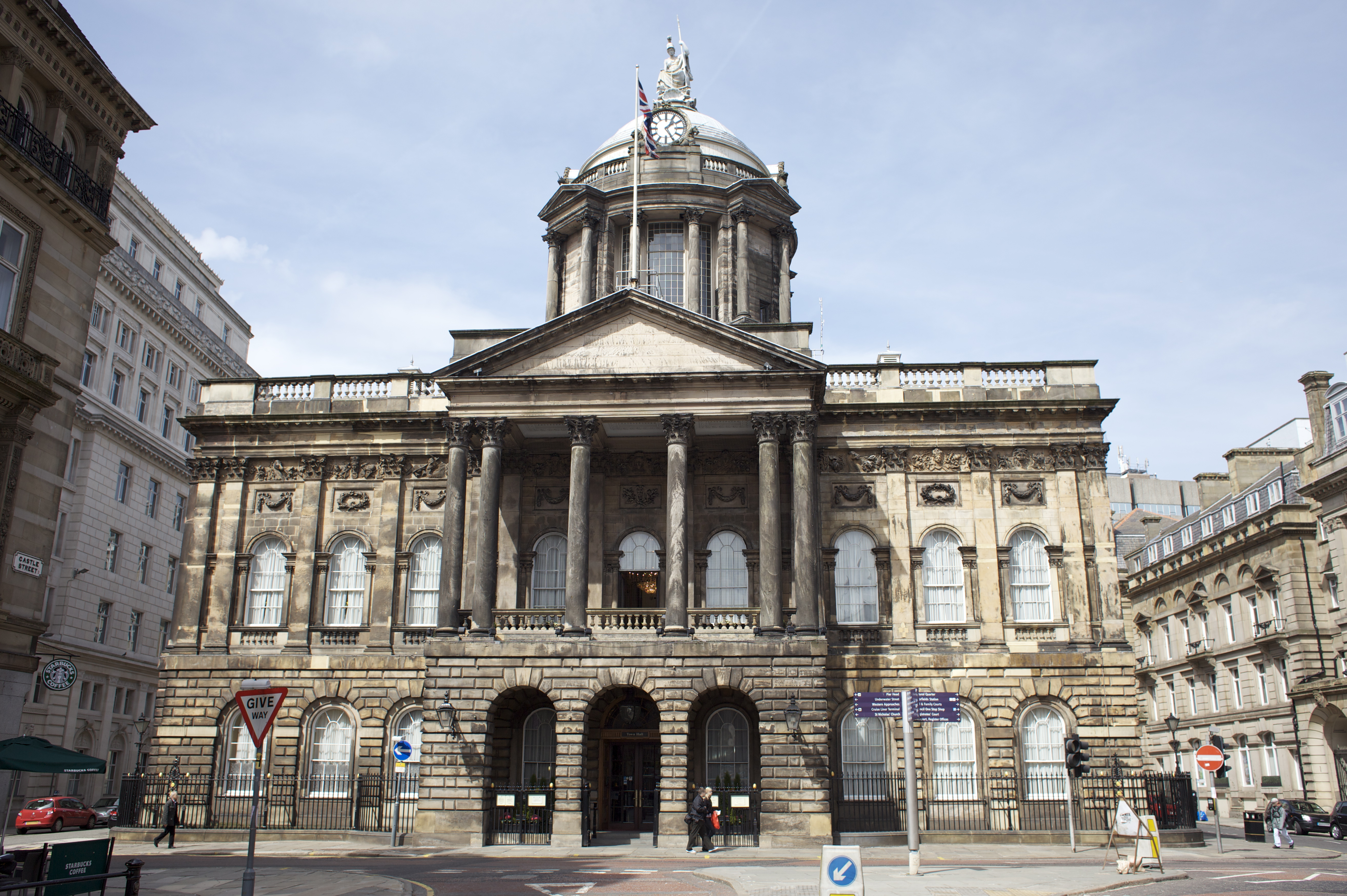
Rathaus

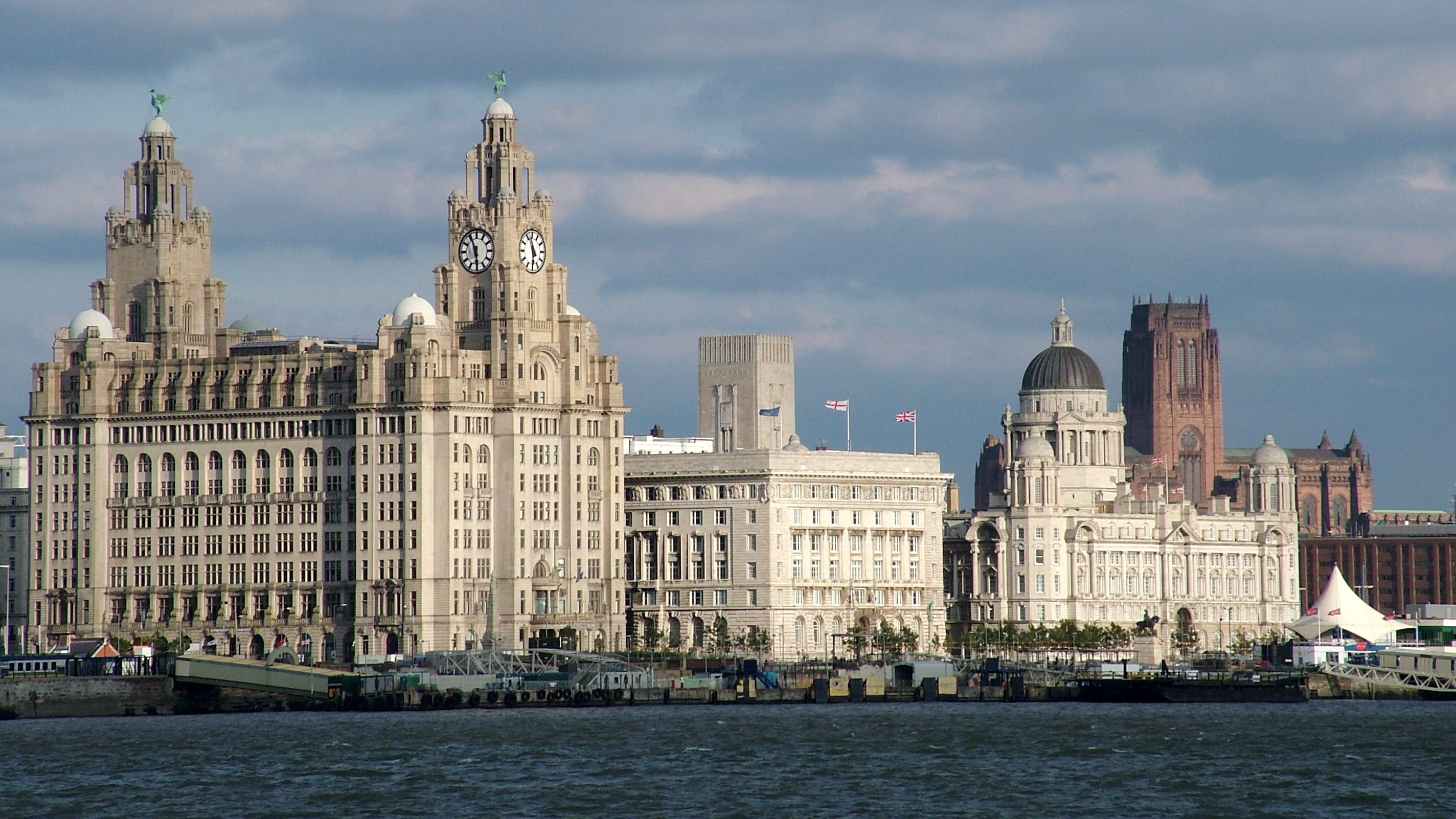
Pier Head

Das Hafenviertel von Liverpool galt zur Bauzeit als einer der modernsten Häfen der Welt und stand von 2004 bis 2021 auf der Liste der Weltkulturerbestätten der UNESCO. Die populärsten Viertel des Hafens sind der Albert Dock und der Pier Head, auf dessen Areal sich die markanten Gebäude der Three Graces (Royal Liver Building, Cunard Building, Port of Liverpool Building) befinden. Von 2012 bis 2021 befand sich dieses Welterbe auf der Roten Liste des gefährdeten Welterbes. Der Grund für den Entzug des Welterbestatus ist laut UNESCO der langsame Zerfall der gesamten Anlagen aufgrund unzureichender Erhaltungsmaßnahmen und Baumaßnahmen im Umkreis, welcher die visuelle Integrität der gesamten Anlage negativ beeinflusst. Das Welterbekomitee empfahl auf der 44. Jahressession im Juli 2021 dem Hafenviertel den Welterbestatus zu entziehen. Der Zerfall, den auch der Bau des Bramley-Moore Dock Stadiums für den FC Everton im Hafenviertel beschleunigte, führte 2021 zur Aberkennung des Status als Weltkulturerbe.
Liverpool besitzt zwei Kathedralen. Die anglikanische neugotische Liverpool Cathedral wurde zwischen 1904 und 1978 erbaut und gilt als einer der größten Sakralbauten jener Epoche. Die römisch-katholische Liverpool Metropolitan Cathedral wurde 1967 fertiggestellt.
Weitere bedeutende Bauwerke sind die Speke Hall, ein Fachwerk-Herrenhaus mit Gartenanlage von 1598, die neoklassizistische St.George’s Hall (erbaut 1840 bis 1855), Chinatown oder das West Derby Village Cross.

### Museen

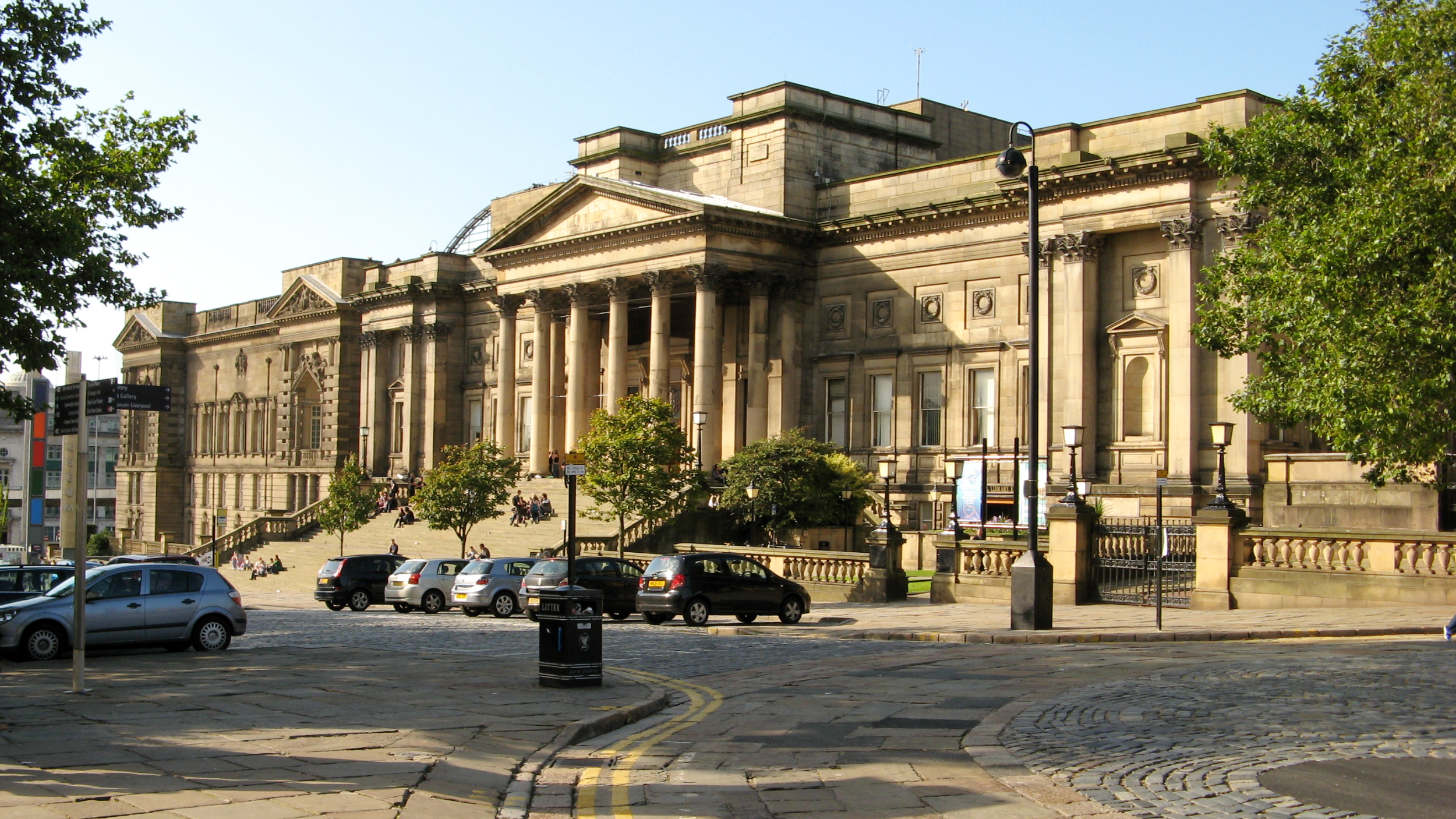
World Museum Liverpool

Liverpool besitzt mehrere große Museen. 1988 wurde die Tate Liverpool in einem umgebauten Speicher in den Albert Docks errichtet, eine Zweigstelle der Tate Modern in London. Auch in den Albert Docks im Hafenviertel liegen das Schifffahrtsmuseum Merseyside Maritime Museum und das Beatles-Museum The Beatles Story sowie das Sklavereimuseum. Die Walker Art Gallery ist eine der größten englischen Kunstsammlungen, die Gemälde und Skulpturen aus den letzten 600 Jahren zeigt. Das World Museum Liverpool befasst sich mit Ägyptologie, Ethnologie und Naturwissenschaften. Das Maritime Museum, die Walker Art Gallery und das World Museum gehören zum Verbund der National Museums Liverpool, die kostenfrei besucht werden können. Dazu gehört auch das neue Museum of Liverpool, das am 19. Juli 2011 eröffnet wurde. Das Gebäude, ein Bau von 72 Millionen Pfund, ist ein Werk des dänischen Architekten Kim Herfoth Nielsen.
Von September bis November jeden zweiten Jahres findet das internationale Kunstfestival Liverpool Biennial statt. Auf der Biennale wird der John Moores Painting Prize verliehen.

### Musik, Festivals, Theater, Lichtspieltheater

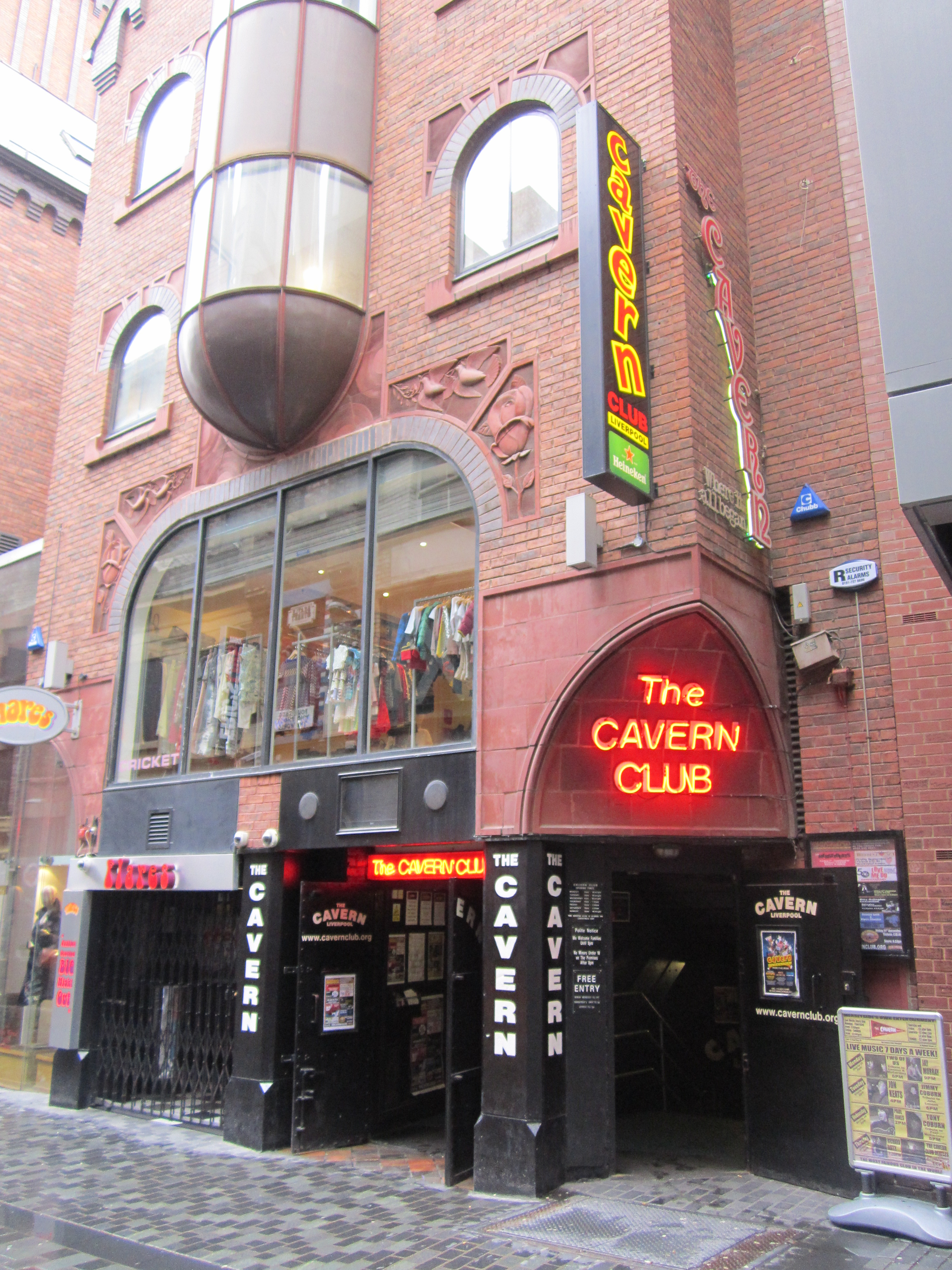
Cavern Club

Liverpool ist für seine lebendige Musikszene bekannt, die seit den 1960er Jahren existiert. Von Liverpool wurde die Merseybeat genannte Rock-’n’-Roll-Musikrichtung verbreitet. Die Stadt ist Gründungsort vieler bekannter Musikgruppen. Die Rockgruppe The Beatles gründete sich 1960 in Liverpool, weshalb sich Liverpool lange Zeit als „Stadt der Beatles“ vermarktete. In der Stadt steht ein Nachbau des gelben U-Bootes, das aus dem Animationsfilm und Lied Yellow Submarine der Beatles berühmt geworden ist. Weitere bekannte Bands aus Liverpool sind Orchestral Manoeuvres in the Dark, Atomic Kitten, Anathema, Billy J. Kramer & the Dakotas, The Boo Radleys, Carcass, Cast, The Christians, Echo & the Bunnymen, The Farm, Frankie Goes to Hollywood, Gerry & the Pacemakers, The Icicle Works, The La’s, The Lightning Seeds, The Merseybeats, The Scaffold, Rory Storm & the Hurricanes, The Searchers, Space, The Wombats und The Zutons.
Bekanntester Musikclub ist der 1957 eröffnete Cavern Club, der durch seine Rock-’n’-Roll-Konzerte berühmt geworden ist.
Im August findet seit 2015 jedes Jahr das International Beatleweek Festival statt. An verschiedenen Lokalitäten treten mehr als 70 Bands aus der ganzen Welt mit Interpretationen von Beatlesliedern auf.
In Liverpool ist ein Sinfonieorchester beheimatet, das Royal Liverpool Philharmonic Orchestra, das neben einem Jugendorchester regelmäßig Konzerte in der Philharmonic Hall gibt.
Bedeutendste Kulturveranstaltung ist das Theaterfestival Liverpool Shakespeare Festival, das in der Liverpool Cathedral und in mehreren städtischen Theatern stattfindet. Das Liverpool Empire Theatre ist das größte Theaterhaus Liverpools, es wurde im Zeitraum 1866 bis 1925 erbaut.
In der Church Road North in Wavertree befindet sich das Abbey Cinerama Theatre, ein früher auch The Abbey genanntes Art-déco-Kino, in dessen Nähe George Harrison als Kind wohnte.
Im Jahr 2023 richtete Liverpool den Eurovision Song Contest aus, dessen Finalshow am 13. Mai 2023 in der  M&S Bank Arena stattfand.

### Skulpturen
In der Stadt sind die Plastik Superlambanana und acht weitere Repliken von ihr zu finden. Als Liverpool 2008 Kulturhauptstadt Europas war, wurden 125 Repliken der Superlambanana in der Stadt und ihrem Umkreis aufgestellt.

## Bildung
Die University of Liverpool, Liverpool John Moores University und Liverpool Hope University sind die drei Universitäten von Liverpool. Die Liverpool Hope University wurde 1844 gegründet und ist die älteste Universität der Stadt, deren Hauptsitz im Stadtteil Childwall liegt. Die Liverpool John Moores University ging aus der Liverpool Polytechnic hervor, die 1992 Universitätsstatus bekam und seither den Namen des Geschäftsmannes John Moores trägt.
Das Institut für Tropenmedizin, die Liverpool School of Tropical Medicine, ist der University of Liverpool angeschlossen. Das auch heute noch renommierte Institut ist die weltweit erste Tropenschule. Mit der Schule ist besonders das Wirken des Nobelpreisträgers Sir Ronald Ross verbunden, der das erste wirksame Medikament gegen Malaria fand. Weitere wissenschaftliche Leistungen des Tropischen Instituts sind die Untersuchung der Malaria-Krankheit und die Entdeckung des Onchozerkose-Übertragungsweges.

## Sport

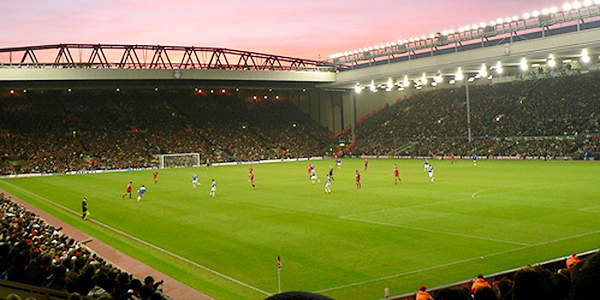
Anfield-Stadion

Liverpool ist die Heimat von zwei Fußballvereinen, die in der Premier League spielen, der FC Liverpool und der FC Everton. Es ist die einzige britische Stadt, die seit Gründung der Football League 1888 dauerhaft mindestens einen Erstligisten stellt.
Der FC Liverpool gilt als eines der erfolgreichsten englischen Fußballteams. Der Klub gewann 20 Meistertitel, sechs UEFA Champions League (bzw. Pokal der Landesmeister)- und drei UEFA Europa League (bzw. UEFA-Pokal)-Titel. Heimstadion ist seit der Gründung des Vereins Anfield, welches seit dem Umbau im Jahr 2016 über 54.074 Sitzplätze verfügt. Die Anhänger des FC Liverpool – besonders auf der Stehplatztribüne The Kop – leisteten einen erheblichen Beitrag zur Entstehung der heute bereits klassischen Fußball-Fankultur der 1960er und 1970er Jahre (Gesänge, Schals usw.). Der FC Everton ist der älteste professionelle Fußballverein Liverpools und spielt seit 1892 im Goodison Park mit 39.572 Sitzplätzen. Mit neun Meistertiteln, fünf FA-Cup-Siegen und einem Erfolg im Pokal der Pokalsieger sind die „Toffees“ jedoch weniger erfolgreich als ihr ewiger Rivale von der Anfield Road.
In der British Basketball League ist Liverpool mit den Everton Tigers vertreten. Nördlich von Liverpool, im Vorort Aintree, liegt eine Galopprennbahn, auf der jährlich das Grand National ausgetragen wird.

## Wirtschaft
Der Rückgang des industriellen Sektors seit den 1950er Jahren hat in Liverpool zu schweren wirtschaftlichen und infrastrukturellen Problemen geführt. Insbesondere durch den Bedeutungsverlust als zentrale Hafen- und Handelsstadt Nordenglands stieg die Arbeitslosigkeit in den 1970er Jahren in einigen ärmeren Vierteln auf über 90 Prozent. Mitte der 1980er Jahre wurde Liverpool durch die hohen Sozialleistungen zahlungsunfähig. Der Wegfall der Arbeitsplätze wurde durch einen Aufschwung im Dienstleistungssektor aufgefangen, aber auch heute noch gehört Liverpool zu den zehn ärmsten Städten des Vereinigten Königreichs.
Große Banken und Finanzinstitute haben in der Stadt eine Niederlassung, darunter Barclays, JPMorgan, Royal Bank of Scotland und Bank of Ireland. Das SCE Studio Liverpool, eine Tochterfirma der Sony Computer Entertainment, hat seinen Hauptsitz in der Stadt. Neben privatwirtschaftlichen Dienstleistungen wurden Zweigstellen staatlicher Behörden und Institutionen in Liverpool eröffnet, etwa der Gesundheitsbehörde NHS, des Kriminalregisters Criminal Records Bureau und der Passbehörde Identity and Passport Service.
Der Tourismus hat sich zu einem weiteren wichtigen Wirtschaftssektor entwickelt und begünstigte einen Aufschwung des Einzelhandels, der Gastronomie und Hotelwirtschaft. Die Gebäude Liverpools gelten als attraktive Filmschauplätze und werden als Kulisse für andere Städte und Orte genutzt. Sie steht mit rund 1000 Produktionen im Jahr auf dem zweiten Platz der meistgefilmten Städte von Großbritannien, beispielsweise ist der Spielfilm Across the Universe von Julie Taymor in Liverpool gedreht worden. Insgesamt beschäftigt die Kultur- und Filmwirtschaft über 20.000 Menschen in der Region von Liverpool.

## Verkehr

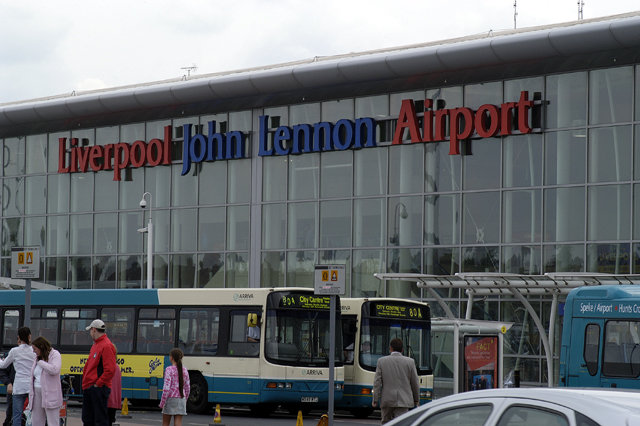
Liverpool John Lennon Airport
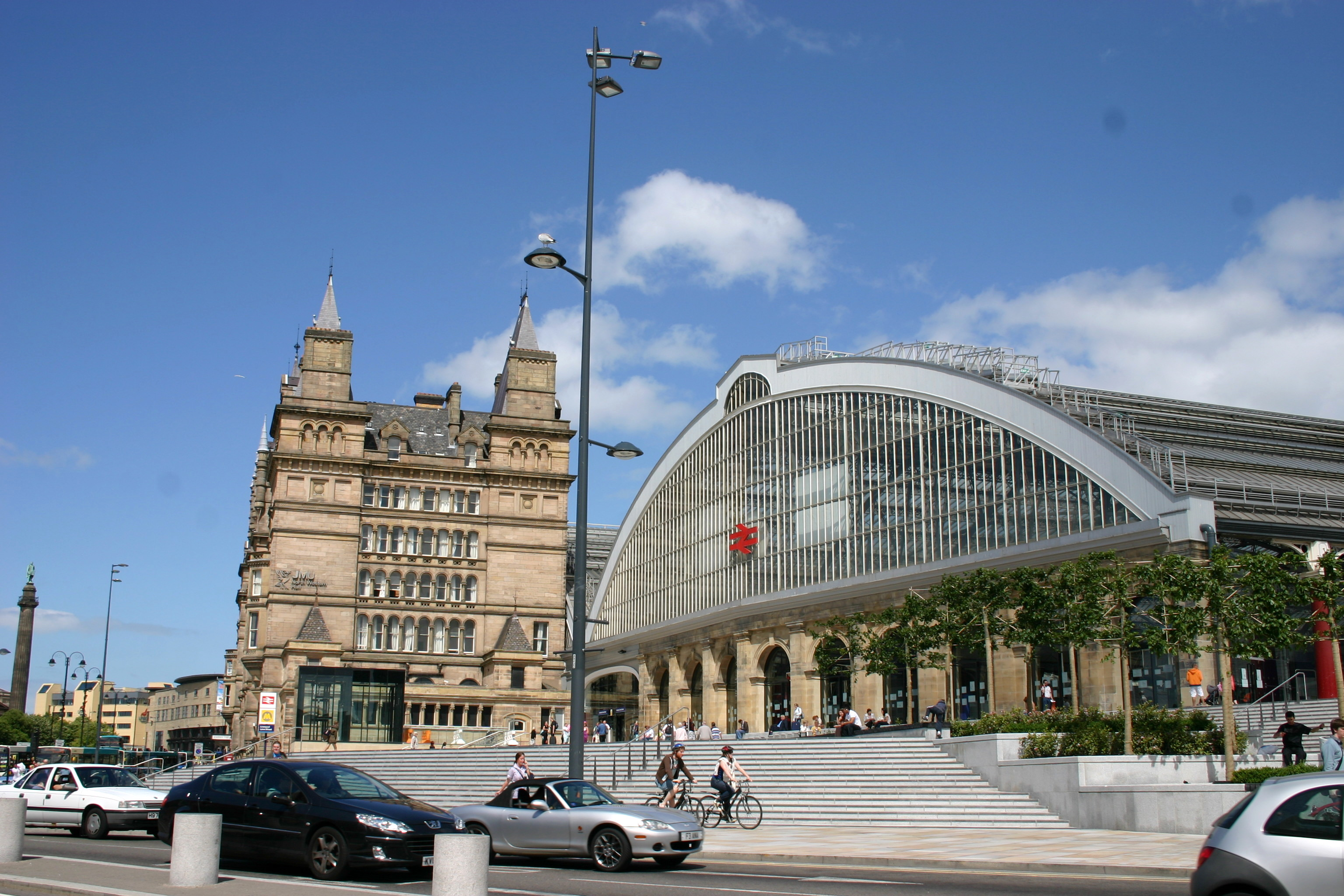
Bahnhof Liverpool Lime Street
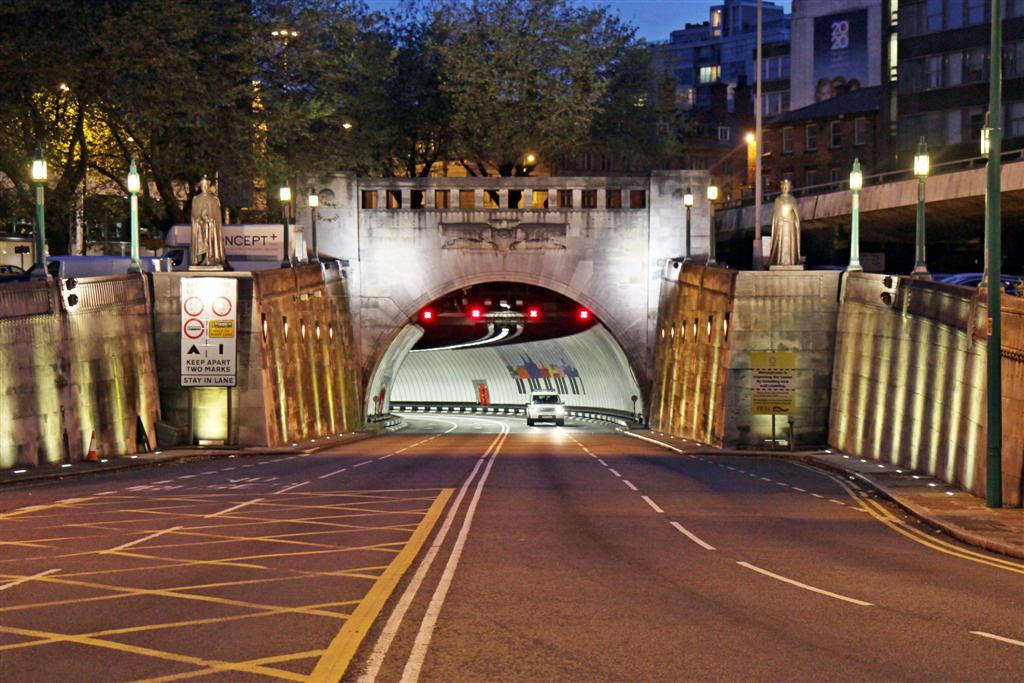
Queensway
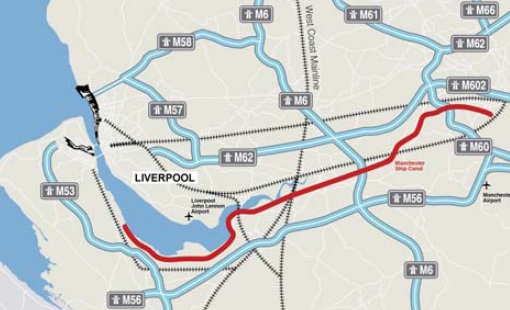
Autobahn
Merseyrail
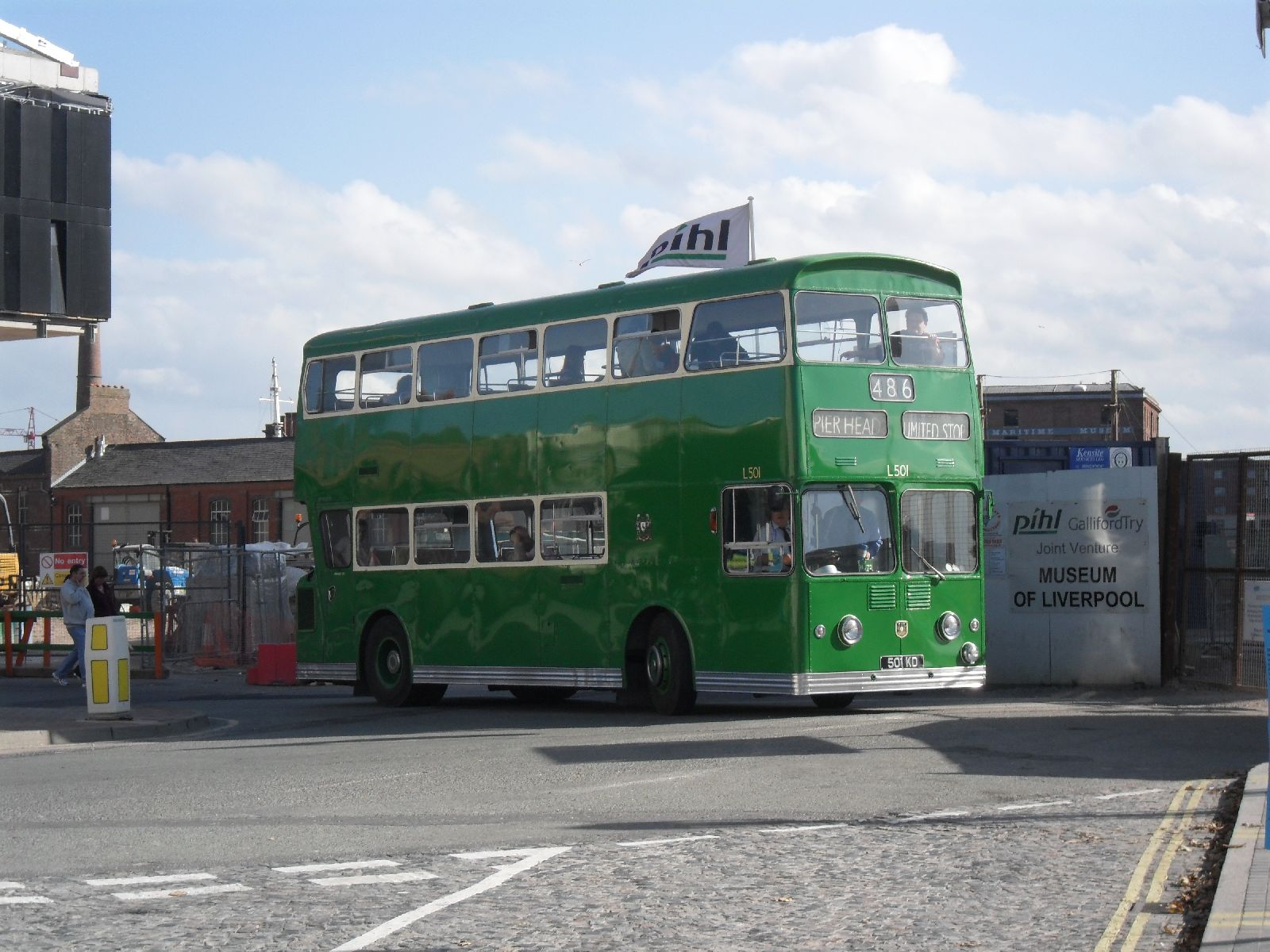
Für Liverpool früher typischer grüner Doppeldecker-Bus
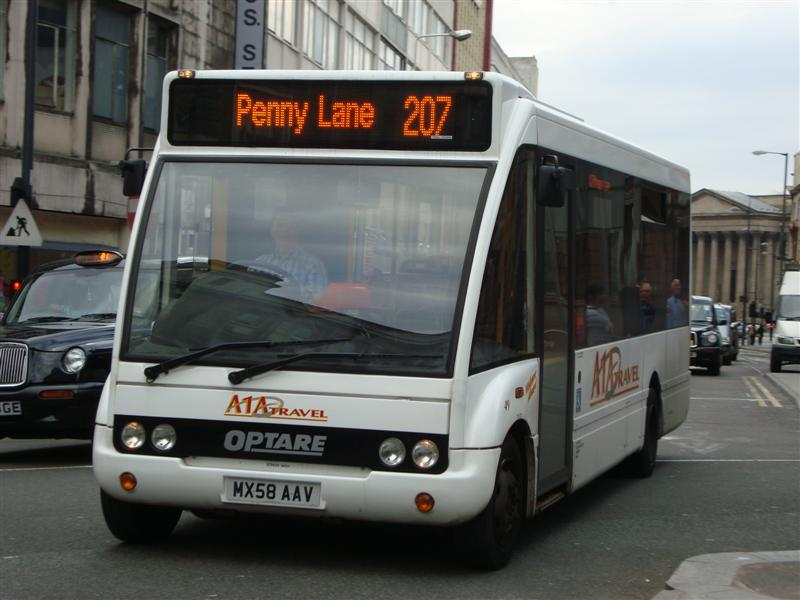
Moderner Reisebus

Es gibt drei Tunnel unter dem Mersey hindurch nach Birkenhead, einen Bahntunnel und zwei Straßentunnel. Über den Fluss fährt die Mersey-Fähre, berühmt geworden durch den Song Ferry Cross the Mersey von Gerry & the Pacemakers; er wird jedes Mal angespielt, kurz nachdem die Fähre im Hafen ablegt. 2002 benutzten 716.000 Passagiere den Hafen. Von hier aus verkehren Fährschiffe zur Isle of Man und nach Irland.

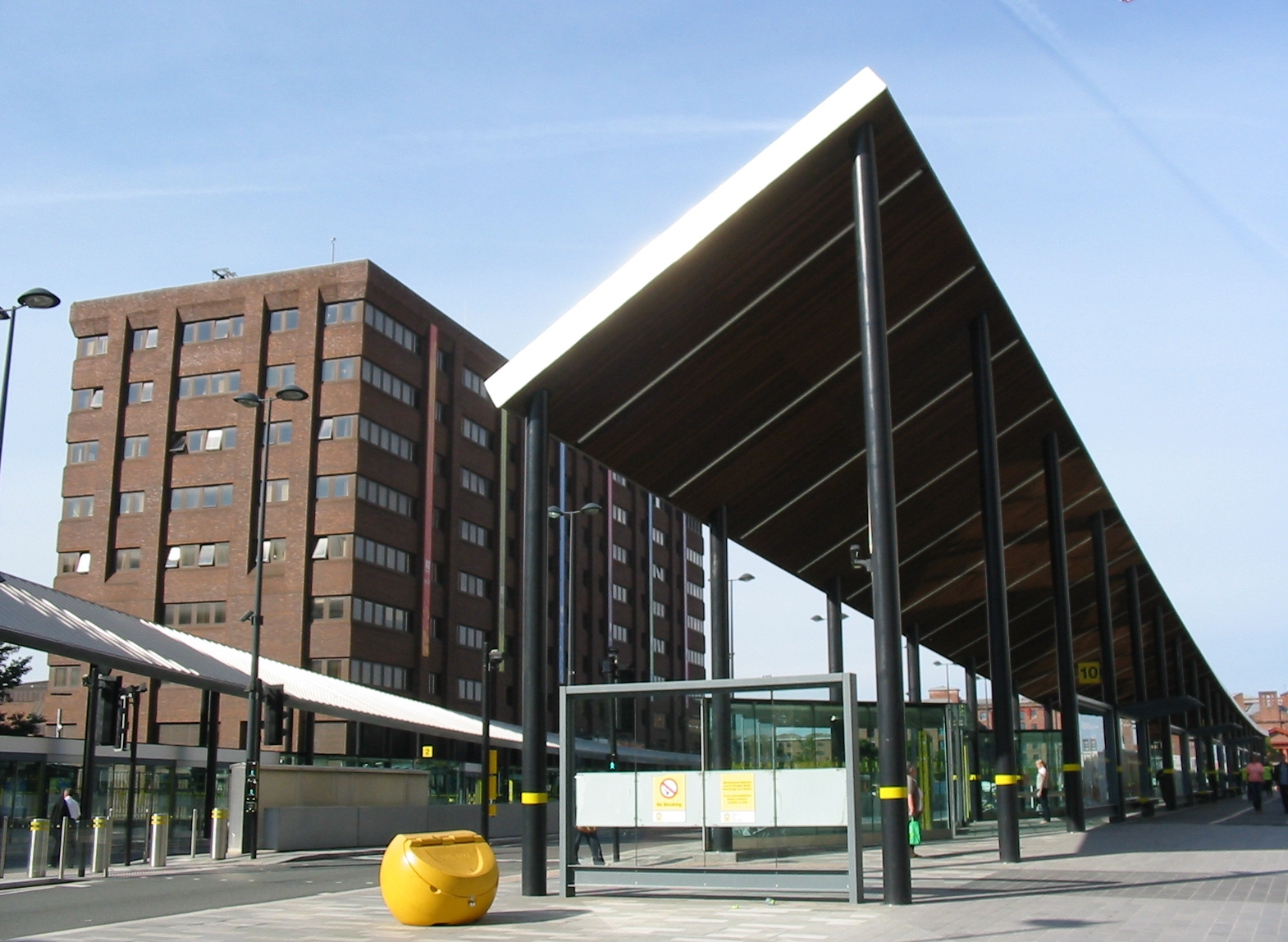
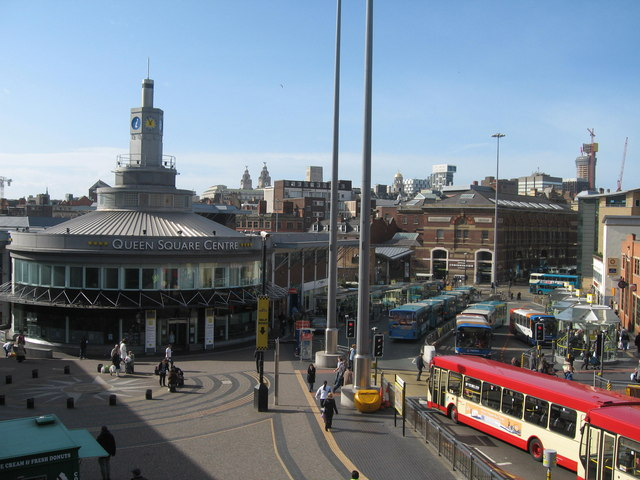
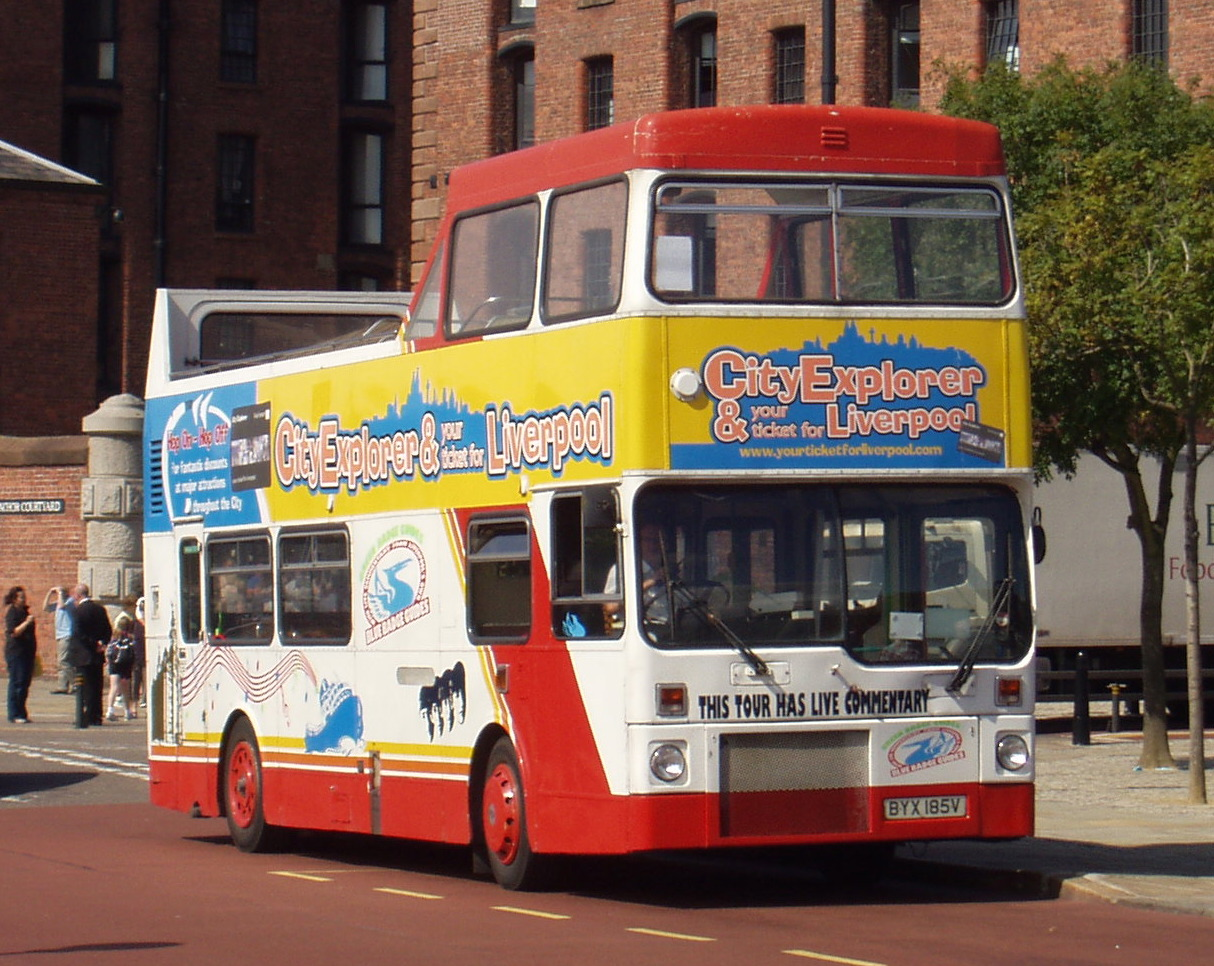
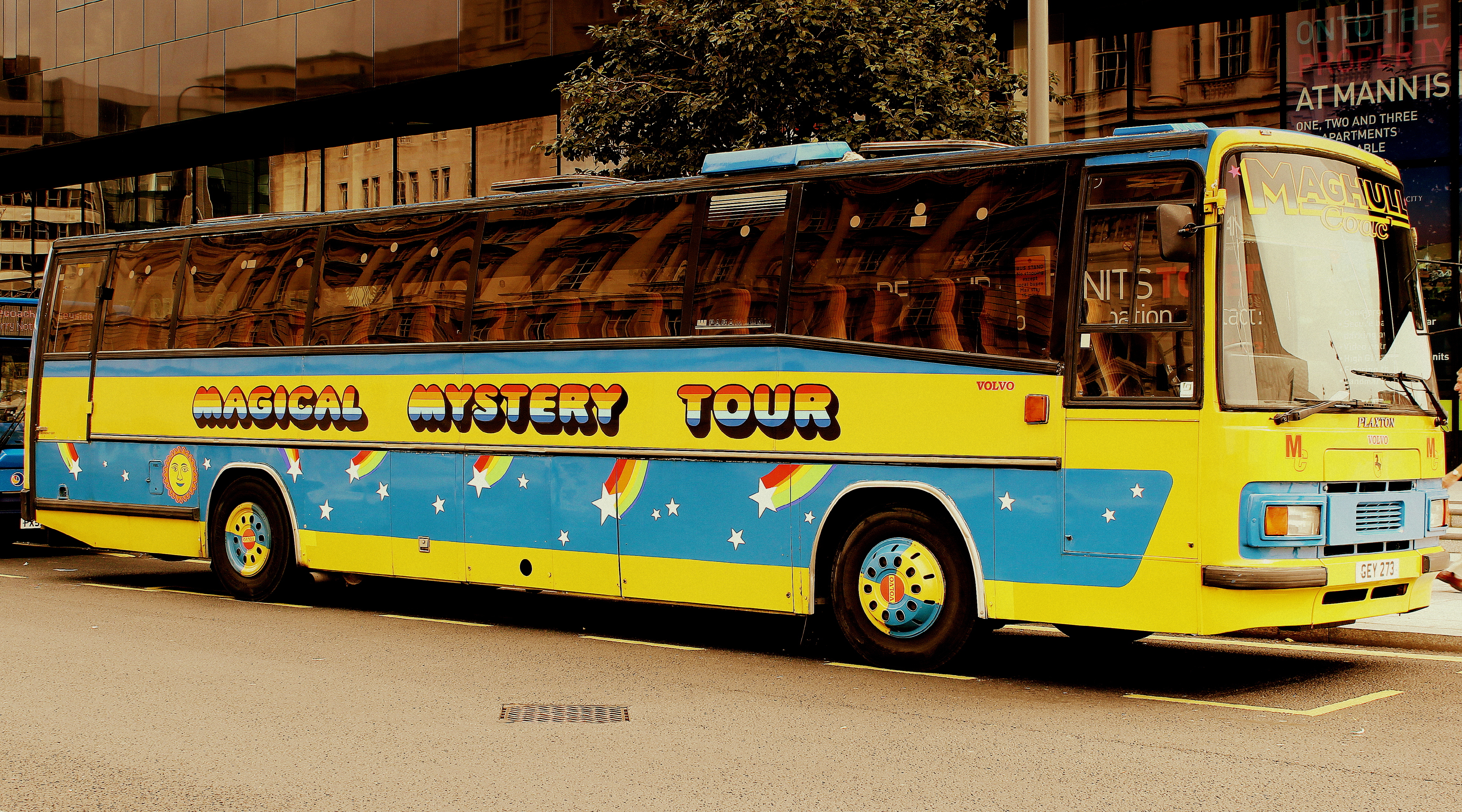
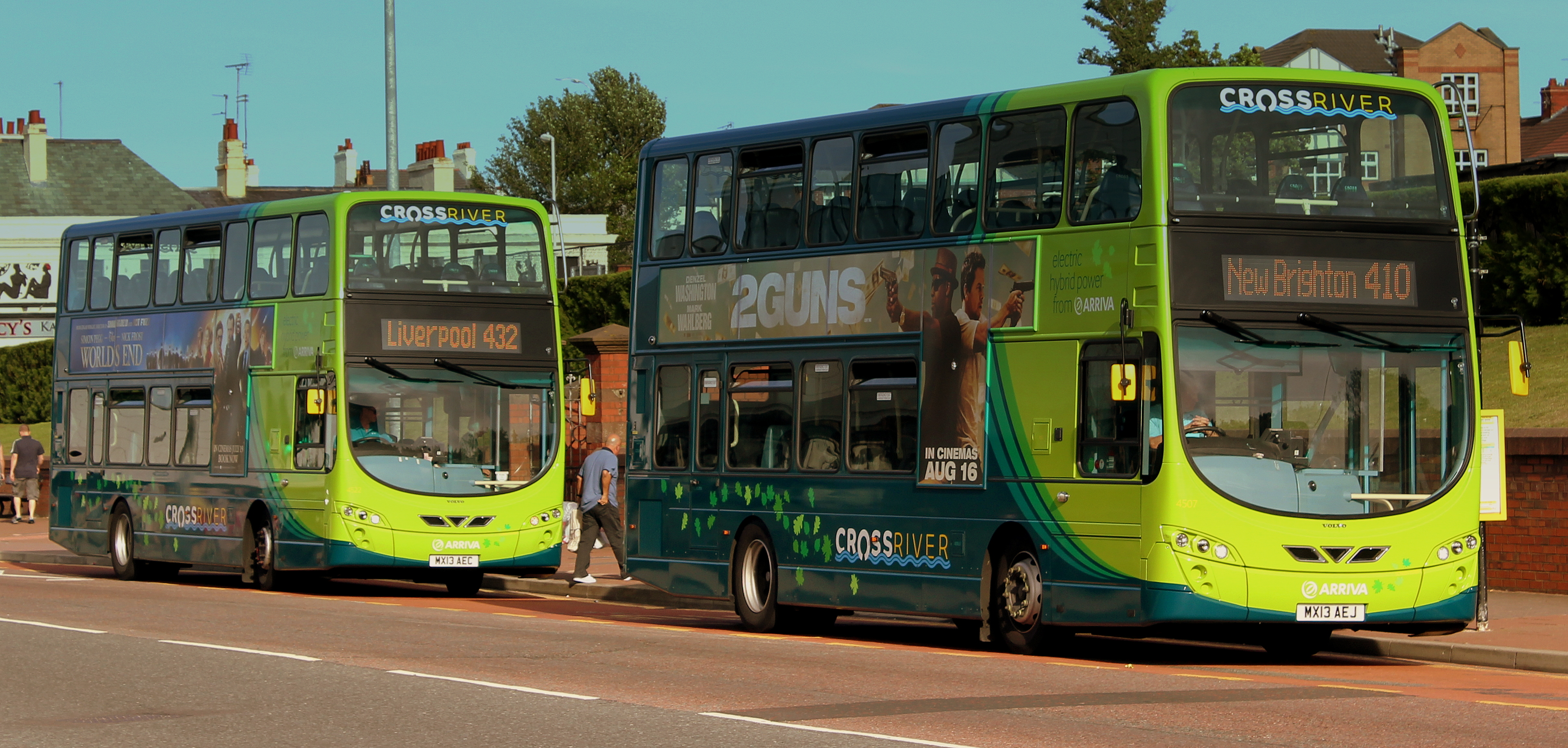
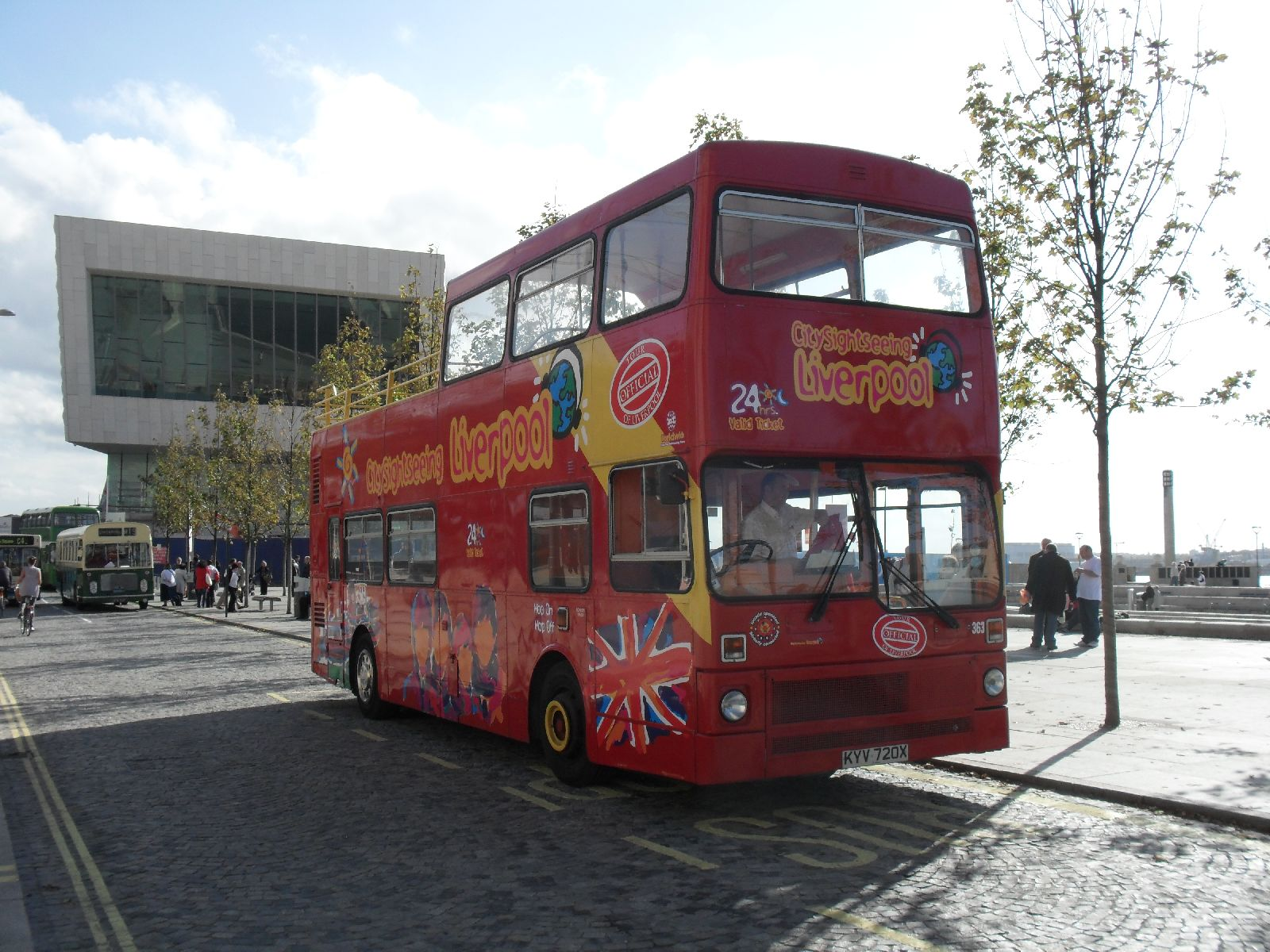
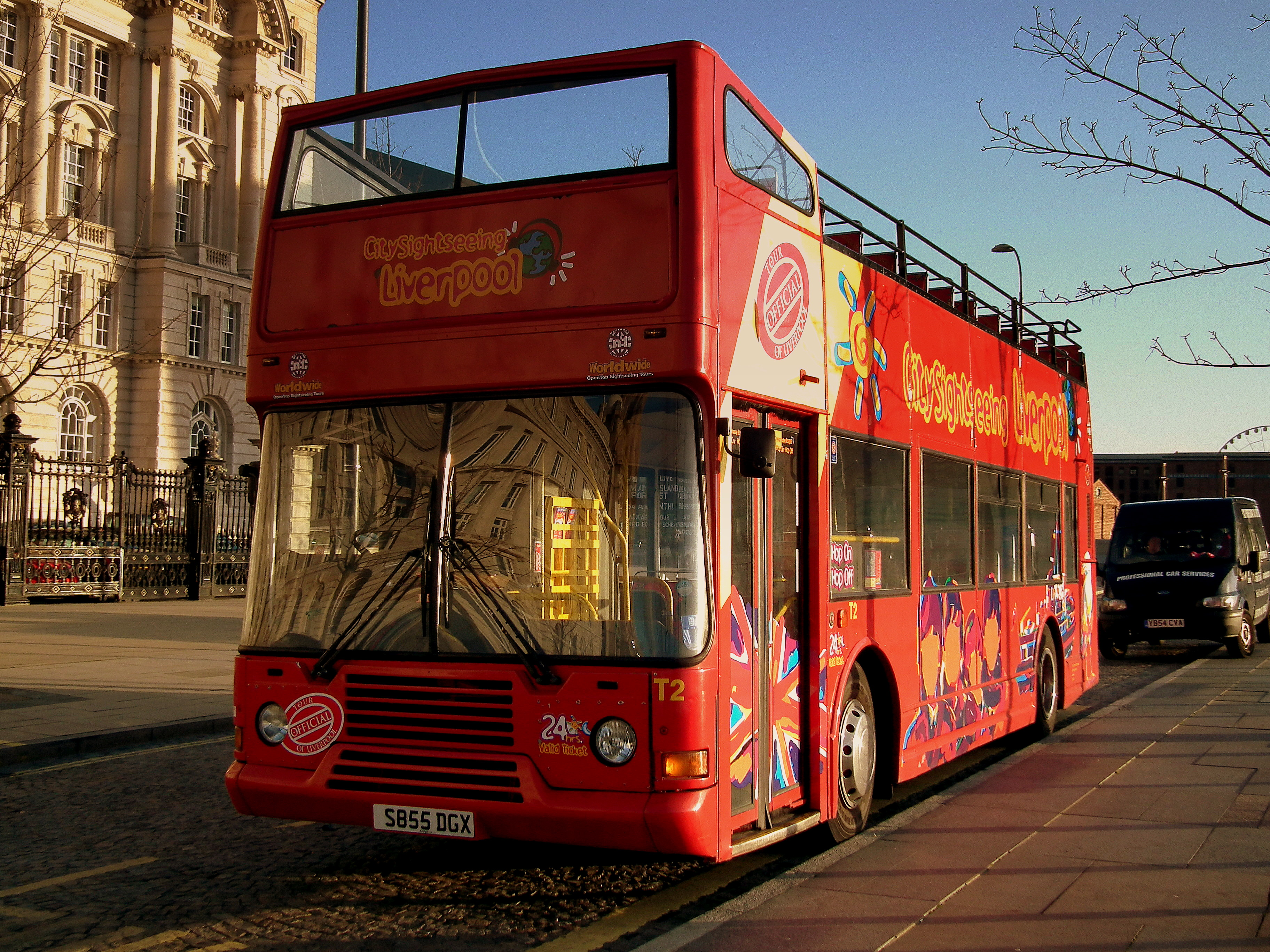

2001 wurde der Flughafen Speke in Liverpool John Lennon Airport – als Hommage an John Lennon, der 20 Jahre zuvor ermordet worden war – umbenannt. Das Logo des Flughafens besteht aus einer von Lennon selbst gezeichneten Skizze und den Worten „Above us only sky“ (über uns nur der Himmel), die aus seinem berühmten Song Imagine (1971) stammen.

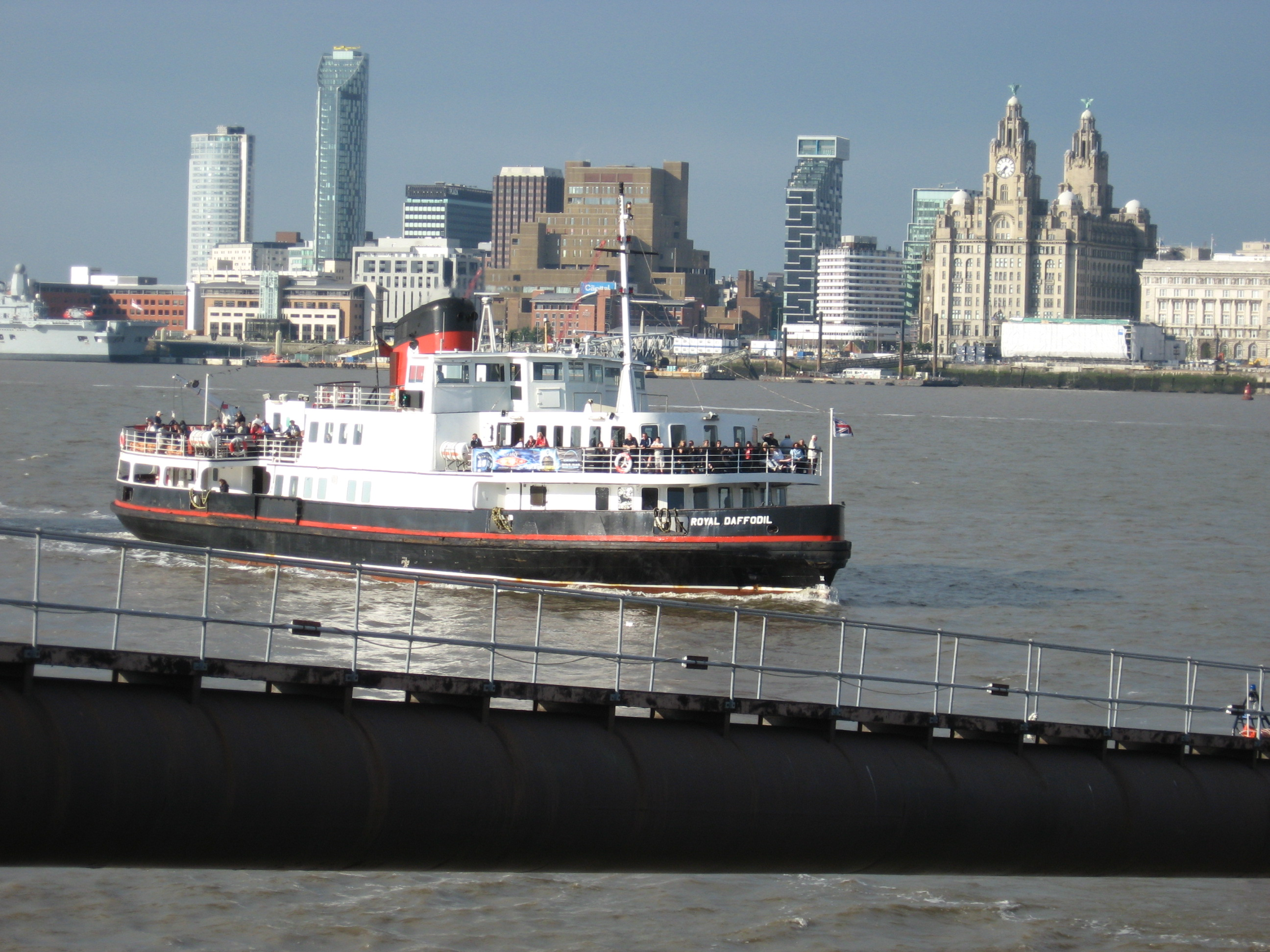
Ferries Mersey
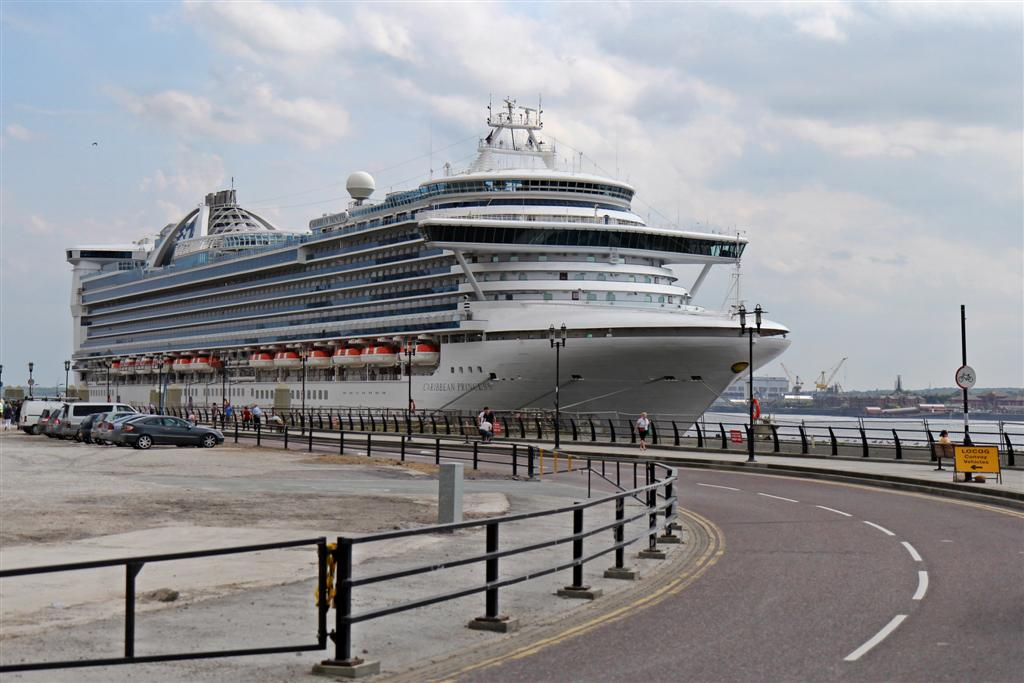
Liverpool Cruise Terminal
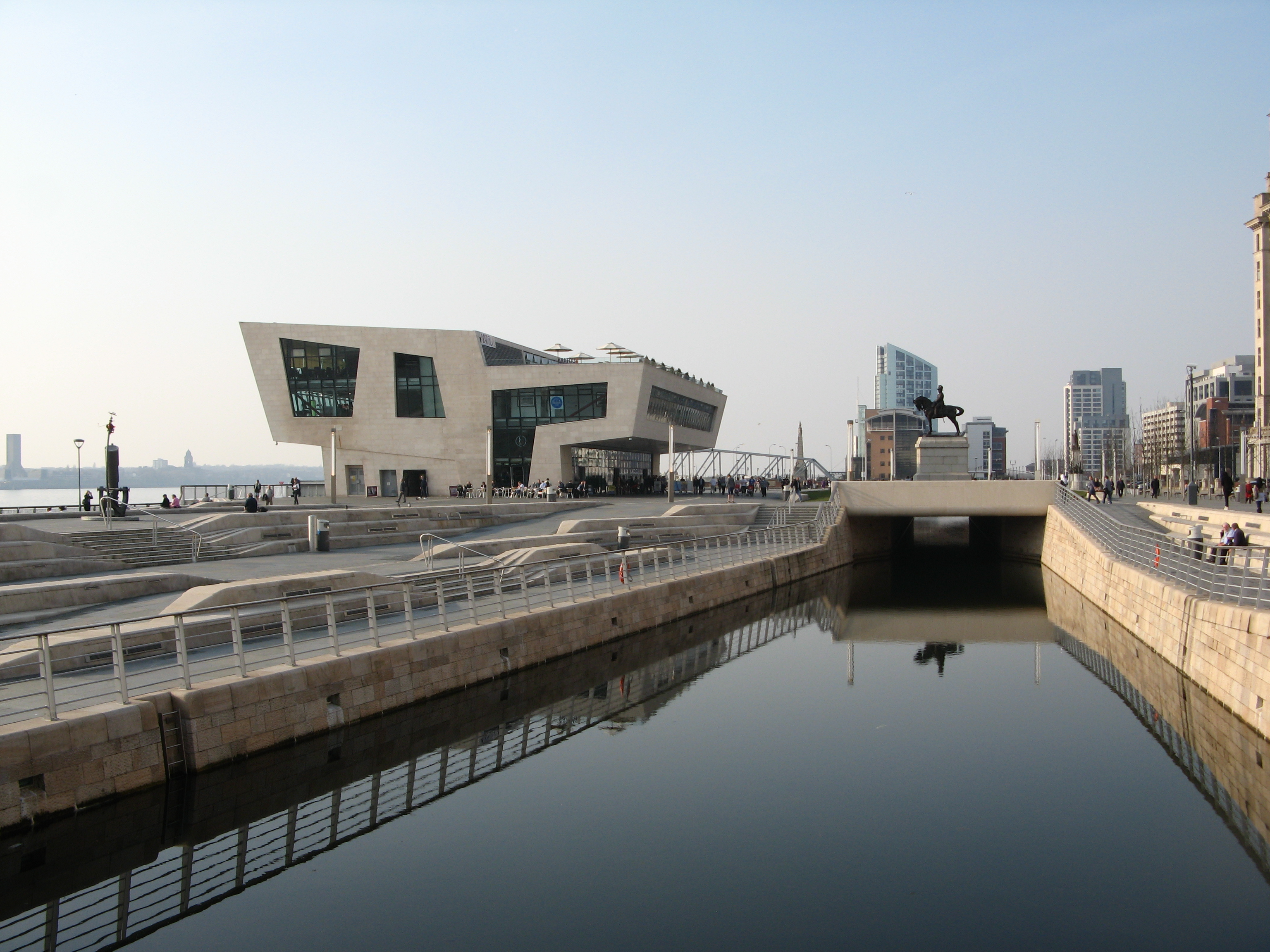
Leeds and Liverpool Canal
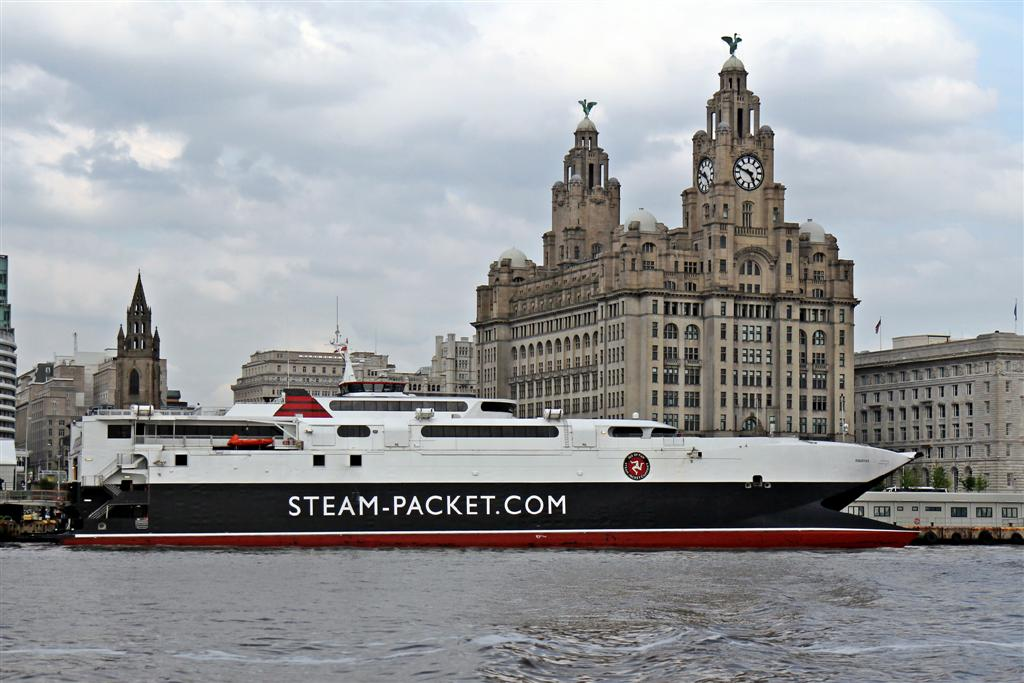

Liverpool besitzt ein S-Bahn-ähnliches Schienenverkehrsnetz namens Merseyrail; die Abschnitte im Stadtzentrum sind zum größten Teil unterirdisch. Die Liverpool Overhead Railway wurde 1956 geschlossen. Der Hauptbahnhof der Stadt ist Lime Street, von hier aus bestehen Verbindungen unter anderem nach London und Manchester. Ebenfalls in den 1950er Jahren verschwand das einst ausgedehnte Straßenbahnnetz.

## Städtepartnerschaften
- Shanghai, Volksrepublik China
- Corinto, Nicaragua
- Köln, Deutschland
- Dublin, Irland
- Odessa, Ukraine
- Rio de Janeiro, Brasilien
- Birmingham, Vereinigte Staaten

## Film
- Die Verwandlung. Blackpool, Liverpool, Manchester, Leeds. Dokumentation, 45 Min., 2005, ein Film von Peter M. Kruchten, Produktion: Saarländischer Rundfunk, Inhaltsangabe (Memento vom 22. Juni 2008 im Internet Archive)